# Trapari
Trapari je naselje u Republici Hrvatskoj u Požeško-slavonskoj županiji, u sastavu grada Pleternice.

## Zemljopis
Trapari su smješti oko 6 km sjeverno od Pleternice,  susjedna naselja su Novoselci na zapadu, Gradac na jugu, te Lakušija na istoku .

## Stanovništvo
Prema popisu stanovništva iz 2011. godine Trapari su imali 178 stanovnika.
| broj stanovnika | 57    | 56    | 54    | 238   | 175   | 185   | 145   | 153   | 169   | 187   | 239   | 222   | 202   | 209   | 179   | 178   | 136   |
|                 | 1857. | 1869. | 1880. | 1890. | 1900. | 1910. | 1921. | 1931. | 1948. | 1953. | 1961. | 1971. | 1981. | 1991. | 2001. | 2011. | 2021. |